# Krystyna Oniszczuk-Awiżeń
Krystyna Oniszczuk-Awiżeń (ur. 4 stycznia 1953 w Kłodzku) – polska historyczka, muzealniczka i wydawca, autorka wielu opracowań z zakresu historii i kultury ziemi kłodzkiej.

## Życiorys
Urodziła się w Kłodzku, skąd po zdaniu matury w Liceum Ogólnokształcącym im. B. Chrobrego wyjechała do Wrocławia, podejmując studia na Wydziale Historyczno-Filozoficznym Uniwersytetu Wrocławskiego (kierunek archiwalno-edytorski). Po uzyskaniu dyplomu magisterskiego w 1977, w 1978 podjęła pracę w Muzeum Historycznym we Wrocławiu. W 1981 ukończyła podyplomowe Studium Muzeologiczne w Instytucie Etnologii i Antropologii Kulturowej Uniwersytetu Jagiellońskiego.

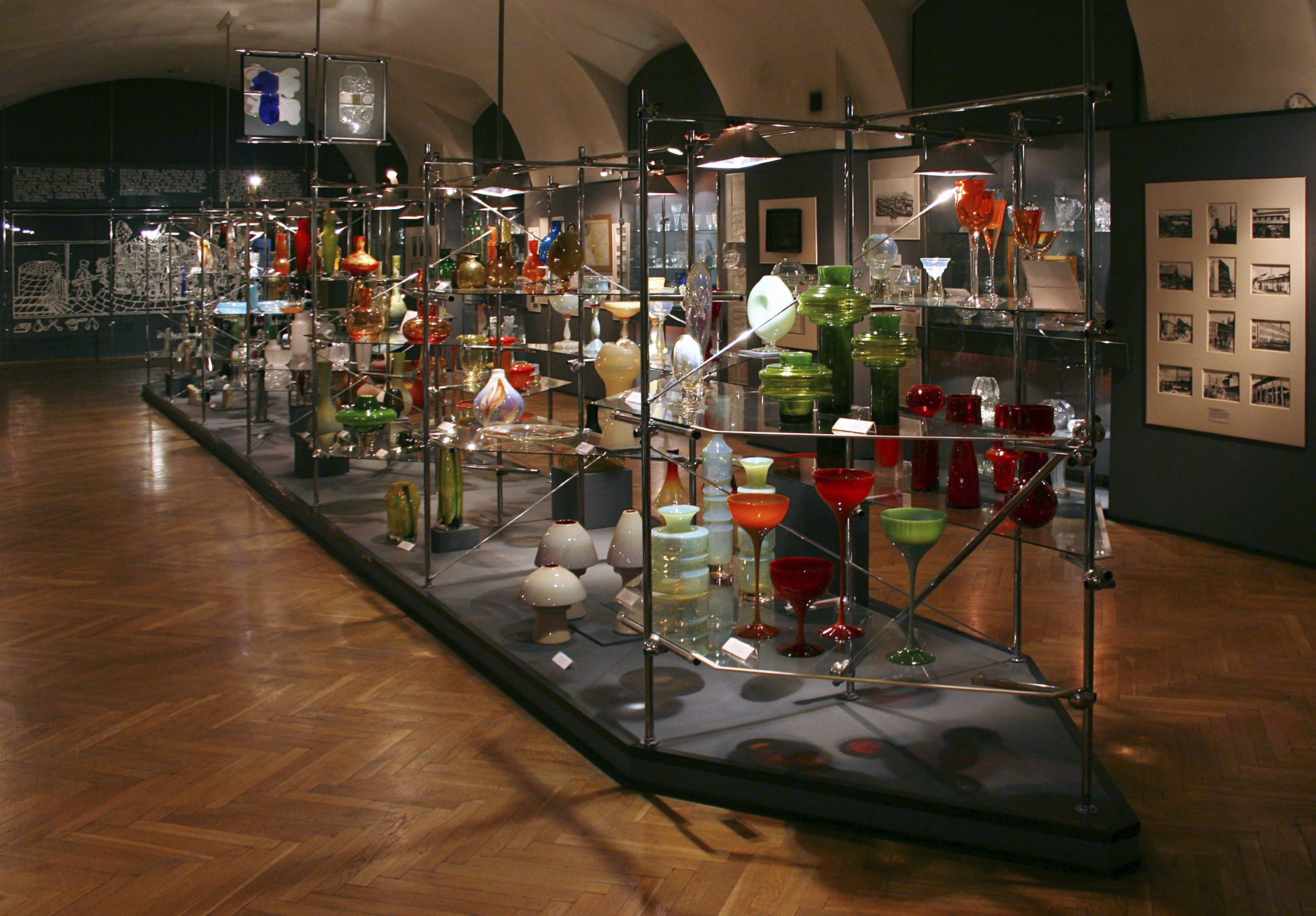
Ekspozycja współczesnego szkła artystycznego w Muzeum Ziemi Kłodzkiej.

Od 1984 związana jest z Muzeum Ziemi Kłodzkiej, przez wiele lat jako starszy kustosz w Dziale Historycznym. Jest autorką wielu scenariuszy wystaw historycznych w MZK i innych placówkach muzealnych oraz towarzyszących im katalogów i opracowań, m.in.:

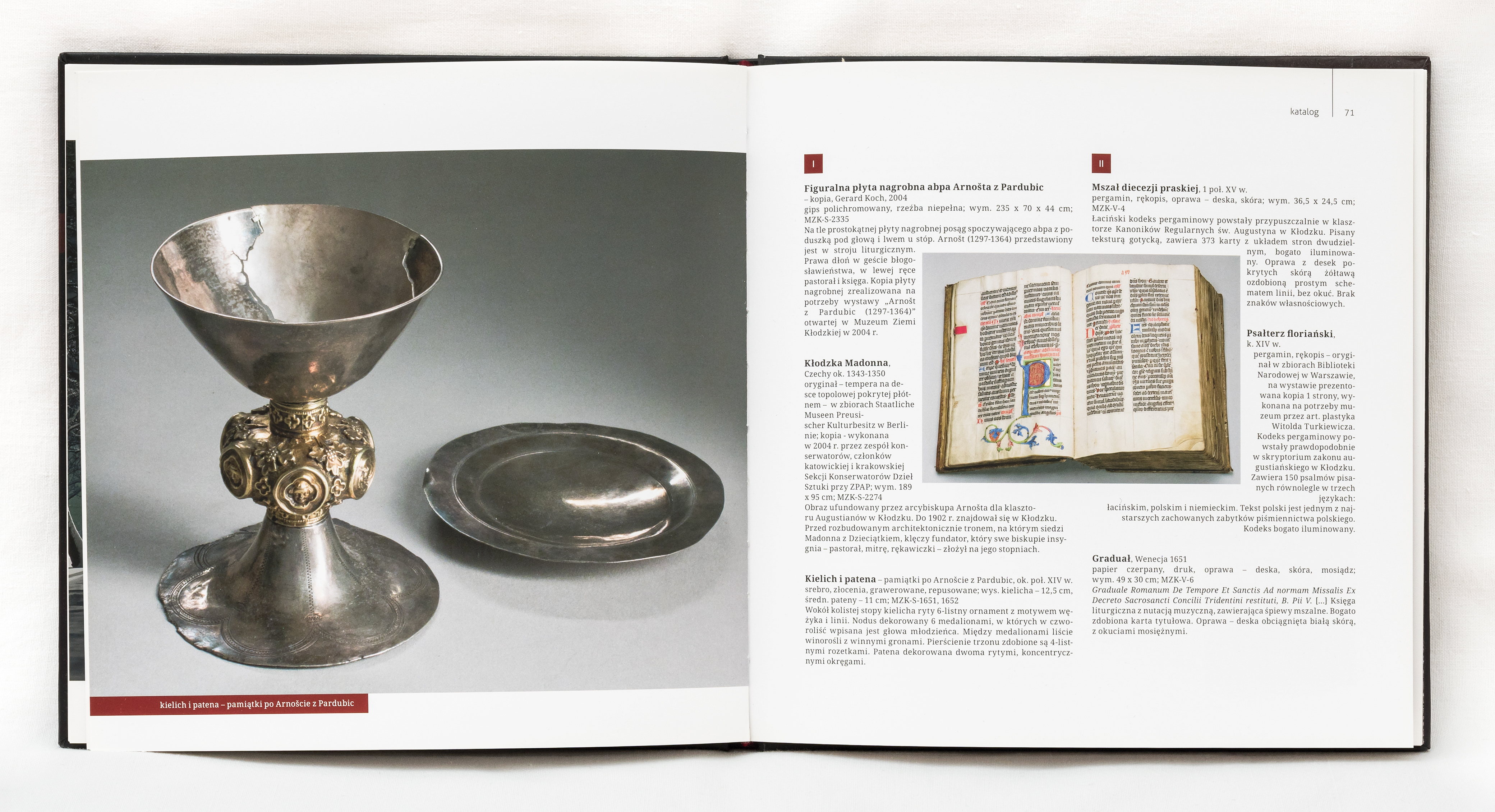
Katalog wystawy Z dziejów Kłodzka.

Ziemia Kłodzka w dawnej kartografii, 600 lat aptekarstwa kłodzkiego, Z dziejów Kłodzka, Współczesne kłodzkie szkło artystyczne na tle tradycji i historii szklarstwa ziemi kłodzkiej, Przewodnik po zbiorach Muzeum Ziemi Kłodzkiej, Kłodzko na dawnej karcie pocztowej. Przygotowała również siedem wystaw z cyklu „My Kłodzczanie”, prezentujących sylwetki zasłużonych mieszkańców miasta takich jak m.in. Bronisław Brzozowski, Marta i Stanisław Dąbrowscy, Leopold Oleniuk, Maria Dzierżyńska, Jerzy Gara, Krystyna Toczyńska-Rudysz.
Animatorka kultury, wydawca, w latach 1991–1998 i od 2004 prezes oddziału kłodzkiego Polskiego Towarzystwa Historycznego.
Jest żoną Mirosława Awiżenia, dziennikarza, wydawcy w Oficynie Wydawniczej „Brama”, założyciela i redaktora naczelnego periodyku „Gazeta Prowincjonalna Ziemi Kłodzkiej”, poety, dysydenta w okresie PRL, ojca Macieja.

## Działalność publicystyczna i wydawnicza
Od 1993 jest zastępcą redaktora naczelnego czasopisma „Gazeta Prowincjonalna Ziemi Kłodzkiej” i redaktorką naczelną miesięcznika „Przegląd Kulturalny”, ukazującego się jako dodatek do „Bramy” w latach 1997–2005. Inicjatorka i redaktorka rocznika kulturalnego „Almanach Ziemi Kłodzkiej”, ukazującego się od 2006. Członek kolegium redakcyjnego „Zeszytów Muzeum Ziemi Kłodzkiej” (od 2009). Jest pomysłodawczynią i wydawcą serii „Biblioteka regionalna. Biografie”.

## Działalność naukowa i popularyzatorska

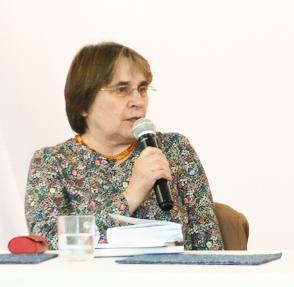
K. Oniszczuk-Awiżeń omawia książkę Ciekawostki z dziejów Ziemi Kłodzkiej. Pionierskie lata 1945–1950

Jest autorką wielu publikacji popularyzujących wiedzę o ziemi kłodzkiej, opartych na własnych badaniach archiwalnych: książek, licznych artykułów o tematyce związanej z historią i kulturą ziemi kłodzkiej, scenariuszy muzealnych wystaw historycznych.
Artykuły i opracowania publikowała w „Zeszytach Muzeum Ziemi Kłodzkiej”, miesięczniku „Ziemia Kłodzka”, „Gazecie Prowincjonalnej Ziemi Kłodzkiej”, w tej ostatniej także aktualności i bieżące notatki o wydarzeniach kulturalnych w regionie.
W 2018 opracowała oryginalny rękopis z XVI w. Kaufbuchu (księgi kupieckiej) kancelarii Radkowa a artykuł o nim opublikowała w tomie XXV „Rocznika Ziemi Kłodzkiej”. Kaufbuch został odnaleziony przez Towarzystwo Miłośników Ziemi Kłodzkiej i przekazany w podarunku Muzeum Ziemi Kłodzkiej.

## Publikacje (wybór)

### Książki
- Wspomnienia z Syberii, wyd. Oficyna Wydawnicza „Brama”, Kłodzko–Szczytna 1999. ISBN 978-83-909408-8-5 OCLC 164071067.
- Ciekawostki z dziejów Ziemi Kłodzkiej, wyd. Oficyna Wydawnicza „Brama”, Kłodzko–Szczytna 2016. ISBN 978-83-60549-22-3, OCLC 1007887839.
- O dawnym hrabstwie kłodzkim i zasłużonym historyku Josephie Köglerze, Seria: Biblioteka Regionalna, Biografie, 3, wyd. Oficyna Wydawnicza „Brama”, Kłodzko–Szczytna 2018. ISBN 978-83-60549-51-3, OCLC 1084574970.
- Atrakcje turystyczne ziemi kłodzkiej na dawnej karcie pocztowej ze zbiorów Muzeum Ziemi Kłodzkiej, Kłodzko 2019. ISBN 978-83-60549-55-1, OCLC1236073409.
- Ciekawostki z dziejów Ziemi Kłodzkiej. Pionierskie lata 1945–1950 [Pamiętniki, wspomnienia i relacje], red. Krystyna Oniszczuk-Awiżeń, wyd. Oficyna Wydawnicza „Brama”, Kłodzko–Szczytna 2020. ISBN 978-83-60549-55-1, OCLC 1236073409.

### Publikacje w pracach zbiorowych
- Zarys dziejów śląskich fabryk zegarów – Gustawa Beckera i Edwarda Eppnera. W: „Oczy czasu”. Zegary w zbiorach muzeum w Kłodzku. Katalog wystawy, wyd. I, Kłodzko 1990, s. 15; wyd. II uzup. i popr. Kłodzko 2015, s. 15.
- Zasoby bibliotek klasztornych w Kłodzku w XVIII wieku. W: Michał Klahr Starszy i jego środowisko kulturowe. Red. Jan Wrabec, Wrocław 1995, s. 239.
- Historia szklarstwa Ziemi Kłodzkiej. W: Współczesne kłodzkie szkło artystyczne na tle tradycji szklarstwa Ziemi Kłodzkiej, Muzeum Ziemi Kłodzkiej, Kłodzko 1997, s. 21.
- Życie prywatne i towarzyskie na łamach kłodzkiej prasy na przełomie XIX/XX w. w: Dom w zwierciadle minionego czasu, Kłodzko 2001, s. 79.
- Wokół genezy założenia huty szkła „Oranienhutte” w Strachocinie – Stroniu Śląskim. W: Marianna Orańska a ziemia kłodzka, Muzeum Ziemi Kłodzkiej, Kłodzko 2010, s. 39.
- Tváře kultury. W: Kladsko. Dějiny regionu, red. Ondřej Felcman(inne języki), Ryszard Gładkiewicz, Hradec Králové-Wrocław-Praha-Kłodzko 2012, s. 352.
- Kulturotwórcza rola towarzystw i stowarzyszeń społeczno-kulturalnych na ziemi kłodzkiej w drugiej połowie XX i w pierwszej dekadzie XXI wieku. W: Kultura ziemi kłodzkiej. Tradycje i współczesność. Red. Edward Białek, Wojciech Browarny, Małgorzata Ruchniewicz, Wrocław 2016, s. 131.
- Dorobek Josepha Köglera źródłem inspiracji ekspozycji muzealnej. W: Projektowanie historii. Historiografia Ziemi Kłodzkiej od średniowiecza do współczesności. Red. Bogusław Czechowicz, Muzeum Ziemi Kłodzkiej, Kłodzko 2018, s. 93.

### Przewodniki, albumy i katalogi wystaw
Źródło: Muzeum Ziemi Kłodzkiej
- Oblicze miasta – katalog eksponatów prezentowanych na wystawie stałej związanych z dziejami Kłodzka, Kłodzko 1986
- Przewodnik po zbiorach Muzeum Ziemi Kłodzkiej – omówienie kolekcji Działu, Kłodzko 2008 (z Barbarą Frydrych)
- Ziemia Kłodzka w dawnej kartografii – katalog kolekcji kartograficznej, Kłodzko 1995
- Dom w zwierciadle minionego czasu. Przestrzeń kulturowo-społeczna na przełomie XIX–XX w. – katalog obiektów kultury materialnej z pocz. XX w. prezentowanych na wystawie czasowej, Kłodzko 2001 (z Krystyną Toczyńską-Rudysz)
- Katalogi firmowe hut szkła z terenu ziemi kłodzkiej w zbiorach Muzeum Ziemi Kłodzkiej, „Zeszyty Muzeum Ziemi Kłodzkiej”, nr 10, Kłodzko 2009
- Kłodzko w średniowieczu (z Barbarą Frydrych)[6]
- Kłodzko na dawnej karcie pocztowej[7]

## Wyróżnienia i nagrody
- Nagroda im. Anatola J. Omelaniuka przyznawana przez Radę Krajową Ruchu Stowarzyszeń Regionalnych Rzeczpospolitej Polskiej oraz Dolnośląskie Towarzystwo Regionalne – wyróżnienie za rok 2020 za redakcję książki Ciekawostki z dziejów Ziemi Kłodzkiej. Pionierskie lata 1945–1950, dokumentującej powojenne procesy osadnicze i tworzenie się społeczności lokalnych na ziemi kłodzkiej (2021)[8].
- Honorowe Obywatelstwo Miasta Kłodzka (2023)[9][10]